# Dimbokro
Dimbokro je grad u Obali Bjelokosti, glavni grad regije N'zi-Comoé. Nalazi se 90 km jugoistočno od glavnog grada Yamoussoukroa i dvjestotinjak kilometara sjeverno od Abidjana. Leži na željezničkoj pruzi Abidjan-Ouagadougou.
Godine 1988. Dimbokro je imao 38.183 stanovnika.